# Philipp Ludwig von Seidel
Philipp Ludwig Ritter von Seidel (*24 de octubre de 1821, Dos Puentes, Alemania – † 13 de agosto de 1896, Múnich) fue un astrónomo, óptico y matemático alemán.  En algunas fuentes se le conoce simplemente como Ludwig Seidel.

## Vida
Su madre fue Julie Reinhold y su padre fue Justus Christian Felix Seidel.
Seidel cursó estudios universitarios en la Universidad de Berlín, en la Albertina de Königsberg y en la Universidad de Múnich. En 1846 se doctoró en esta última con la tesis De optima forma speculorum telescopicorum. Desde 1847  Privatdozent , pasó en 1851 a profesor extraordinario, y en 1855 a profesor ordinario de la Universidad de Múnich. 
El filósofo Imre Lakatos le da crédito a Seidel por haber descubierto en 1847 el crucial concepto analítico de convergencia uniforme. Según Lakatos, Seidel lo descubrió mientras que analizaba una demostración matemática incorrecta de Cauchy.
En 1855 concibió la teoría de las aberraciones ópticas que lleva su nombre. En 1857 publicó su libro sobre el tema, muy bien considerado, que durante mucho tiempo fue la obra de referencia del campo: entre otros motivos, porque la gran síntesis que planeaba Josef Maximilian Petzval se perdió antes de ser impresa. En dicha obra, von Seidel descompuso la aberración monocromática de primer orden en cinco aberraciones constituyentes, las cuales son comúnmente llamadas «Las cinco aberraciones de Seidel».
En 1851 fue elegido miembro extraordinario de la Academia Bávara de Ciencias, y en 1861 pasó a miembro ordinario.
Colaboró estrechamente con Carl August von Steinheil, en investigaciones inicialmente y sobre todo metrológicas, pero luego también físicas y fotométricas. Con su trabajo de 1856 estableció los fundamentos teóricos de un proceso simplificado de fabricación de vidrio óptico, para la empresa Steinheil. Junto con Steinheil, Seidel llevó a cabo las primeras mediciones fotométricas de estrellas.
En 1874 publicó su trabajo sobre resolución iterativa de sistemas de ecuaciones lineales, un método que en cálculo numérico se conoce como de Gauss-Seidel. De 1879 a 1882 Seidel fue director del Observatorio Astronómico de Bogenhausen sucediendo a Johann von Lamont. Entre sus estudiantes de la Universidad de Múnich se encontró Max Planck.

## Obra
No existen traducciones a castellano de la obra de Seidel. Los originales alemanes son:
- 1846 "Über die beste Form der Spiegel in Teleskopen", tesis doctoral.
- 1847 "Untersuchungen über die Konvergenz und Divergenz der Kettenbrüche, tesis de habilitación.
- 1848 Carl August von Steinheil und Philipp Ludwig von Seidel, Tafeln zur Reduction von Wägungen, mit einer Beilage, en: Gelehrte Anzeigen, hg. von den Mitgliedern der k. Bayerischen Akademie der Wissenschaften, 1848, Bd. 26, S. 301–308.
- 1852 "Untersuchungen über die gegenseitigen Helligkeiten der Fixsterne erster Größe und über die Exstinction des Lichtes in der Atmosphäre. Nebst einem Anhange über die Helligkeit der Sonne verglichen mit Sternen, und über die Licht reflektierende Kraft der Planeten", en: Denkschriften der Bayerischen Akademie der Wissenschaften, Bd. 28, S. 539-660.
- 1857 "Ueber die Theorie der Fehler, mit welchen die durch optische Instrumente gesehenen Bilder, behaftet sind, und über die mathematischen Bedingungen ihrer Aufhebung.", en: Abhandlungen der naturwissenschaftlich-technischen Commission bei der Königl. Bayerischen Akademie der Wissenschaften in München, Nr. 1. (1857) 227-267
- 1859 "Untersuchungen über die Lichtstärke der Planeten Venus, Mars, Jupiter und Saturn".
- 1863 "Resultate photometrischer Messungen an 208 der vorzüglichsten Fixsterne", in: Denkschriften der Bayerischen Akademie der Wissenschaften, Bd. 34, 3. Abteilung, S. 419-610.
- 1866 zusammen mit Eugen Leonhard, Helligkeitsmessungen an 208 Fixsternen mit dem Steinheil'schen Photometer in den Jahren 1852-1860, in: Denkschriften der Bayerischen Akademie der Wissenschaften, Bd. 37, 1. Abteilung 1866, S. 201-319.
- 1867 Ein Beitrag zur Bestimmung der Grenzen der mit der Wage gegenwärtig erreichbaren Genauigkeit, in: Sitzungsberichte der k. Bayerischen Akademie der Wissenschaften zu München, Sitzung am 6. Juli, Jg. 1867, Bd. II, S. 231–246.
- Über ein Verfahren, die Gleichungen, auf welche die Methode der kleinsten Quadrate führt, sowie lineare Gleichungen überhaupt, durch successive Annäherung aufzulösen, Abhandlungen der bayerischen Akademie der Wissenschaften, 1874

## Eponimia
- Por las grandes contribuciones de Seidel en los campos a los que se dedicó, en 1970 la Unión Astronómica Internacional (UAI) decidió en su honor llamarle «Seidel» a un astroblema lunar.[3][4]

## Escritos
- Ueber eine Darstellung des Kreisbogens, des Logarithmus und des elliptischen Integrales erster Art durch unendliche Producte. (enlace roto disponible en Internet Archive; véase el historial, la primera versión y la última)., 1871, Journal für die reine und angewandte Mathematik, Band 73 (enlace roto disponible en Internet Archive; véase el historial, la primera versión y la última). S. 273-291
- Ueber eine eigenthümliche Form von Functionen einer complexen Variabeln und über transcendente Gleichungen, die keine Wurzeln haben. (enlace roto disponible en Internet Archive; véase el historial, la primera versión y la última)., 1871, Journal für die reine und angewandte Mathematik, Band 73 (enlace roto disponible en Internet Archive; véase el historial, la primera versión y la última). S. 297-304